# Млодать (річка)
Млодать — річка в Росії, у Медвенському й Курському районах Курської області. Ліва притока Сейму (басейн Дніпра).

## Опис
Довжина річки 33 км, площа басейну 248 км².

## Розташування
Бере початок на південному сході від села Панинський. Тече переважно на північний схід через Перше Панино і у Введенському впадає у річку Сейм, ліву притоку Десни.
Населені пункти вздовж берегової смуги: Осиновий, Спартак, Млодать, Радино, Велике Шумаково.